# Roc-A-Fella Records
Roc-A-Fella Records jest jedną z największych hip-hopowych wytwórni płytowych na świecie. Została założona w 1995 roku w Nowym Jorku przez Damon Dasha, Kareem "Biggs" Burke i Shawna Cartera. 
Wytwórnia należy do Universal Music Group i operuje poprzez The Island Def Jam Music Group.